# 夏宇童
夏宇童（1988年8月19日—），前藝名小米，本名馬詩婷，台灣桃園縣復興鄉拉拉山泰雅族原住民。與徐凱希是國中階段的同學。曾經是黑澀會美眉之一，曾經參加民視唱歌比賽節目《成名一瞬間》獲取冠軍，之後擔任該節目的助理主持人。

## 簡歷
在飛碟廣播凌晨2:00－4:00的星空飛行，馬詩婷以藝名小米以DJ kitty的身份主持節目，亦主持南台灣之聲電台（FM 103.9）晚上11點的銀河DJ召集令節目。而後在飛碟電台主持新節目就愛盧音樂，也獲得拍攝范逸臣唱片《無樂不作》歌曲〈Missing you〉的MV。
而後豐華唱片給小米新藝名夏宇童，在電影《海角七號》和同恩及楊蕎安合唱《愛你愛到死》，並擔任范逸臣2008年12月20日在台北小巨蛋的演唱會嘉賓。
2009年7月14日正式發行首張EP專輯《雨瞳》。
2010年3月份接下日本富士電視台深夜劇《東京Little Love》女主角謝俐心。
2011年拍攝世新大學學生電影短片《在愛之中》，1月26日殺青，該年5月上映。
2011年3月1日發行首本旅遊書《戀戀東京》。
2016年3月8日參加《綜藝大熱門》錄製〈歌手如果再發片〉單元，主持人吳宗憲大讚：「聽她的歌，我差一點射出來」。
2019年12月4日，睽違10年，發行第二張EP專輯《不安》。

## 個人生活
- 2019年7月至今與孫協志秘戀[2]
- 2025年3月3日與孫協志登記結婚。

## 音樂作品

### 單曲
- 2008年 《愛你愛到死》

### 專輯
- 2009年 《雨瞳》
- 2019年 《不安》

### 原聲帶
- 2008年《愛你愛到死》（與同恩&楊蕎安合唱，歌曲收錄於海角七號電影原聲帶專輯）
- 2009年《就要幸福了》（片尾曲，歌曲收錄於福氣又安康電視原聲帶專輯）
- 2009年《Han Bok Ha Se Yeo》（插曲，歌曲收錄於福氣又安康電視原聲帶專輯）

## 演出作品

### 电视劇
| 播出時間                    | 播出頻道            | 劇名            | 角色            |
| --------------------------- | ------------------- | --------------- | --------------- |
| 2009年7月12日 2009年7月17日 | 華視主頻 八大綜合台 | 紫玫瑰          | 娃娃            |
| 2010年4月26日               | 富士電視台          | 東京Little Love | 謝俐心          |
| 2012年8月11日               | 東森幼幼台          | 萌學園4時空戰役 | 帝蒂娜          |
| 2013年6月29日               | 東森幼幼台          | 萌學園5異界對決 | 帝蒂娜、奈亞2號 |
| 2013年7月5日                | 八大綜合台          | 終極一班3       | 蘿小莉          |
| 2013年                      | 公視                | 我的這一班      | 夏禹童          |
| 2014年8月9日                | 東森幼幼台          | 萌學園6復活之戰 | 帝蒂娜          |
| 2025年                      | 原民台              | 果嶺上的熊孩子  |                 |

### 舞台劇
| 年份   | 劇團         | 劇名               |
| 2014年 | 果陀劇場     | 冒牌天使           |
| 2018年 | 果陀劇場     | 上帝的兒女         |
| 2020年 | 全民大劇團   | 倒垃圾             |
| 2022年 | 刺點創作工坊 | 苦魯人生           |
| 2023年 | 全民大劇團   | 《海角七號》造夢者 |
| 2024年 | 全民大劇團   | 妃比尋常笑         |

### 電影
- 2011年 世新學生電影短片《在愛之中(Being in Love)》飾 娉林
- 2012年 世新廣電第18屆畢業製作 《迷 Superstition》飾 江以晴
- 2014年《寒蟬效應》飾 王木宏姐姐
- 2023年《BIG》飾 努拉媽媽

### 微電影
- 2015年 教育部《我好喜歡你─學習障礙─學生篇》飾 何曉樂
- 2015年 教育部《我好喜歡你─學習障礙─教師篇》飾 何曉樂
- 2017年 世新大學《世新愛情故事─Stand by Me》飾 夏宇童

### 音乐录影带（MV）
- 2008年《Missing You》（歌曲收錄於范逸臣《無樂不作》專輯）
- 2008年《愛你愛到死》 （歌曲收錄於海角七號電影原聲帶）
- 2009年《每朝美Day》 （歌曲收錄於《雨瞳》專輯）
- 2009年《說一句新的話來說喜歡我》 （歌曲收錄於《雨瞳》專輯）
- 2009年《愛的魔法》 （歌曲收錄於《雨瞳》專輯）
- 2009年《就要幸福了》 （歌曲收錄於《雨瞳》專輯）
- 2018年 成語蕎《Kiss Me》
- 2019年《不安》（歌曲收錄於《不安》專輯）
- 2019年《去哪裡》（歌曲收錄於《不安》專輯）

## 出版作品

### 書籍
- 2011年《戀戀東京》
- 2024年《台北字遊行》

## 演唱會

### 個人演唱會
- 夏宇童《不安的11》音樂會

### 嘉賓
- 范逸臣2008年無樂不做小巨蛋演唱會
- 5566 2023年2056小巨蛋演唱會

### 參賽者
- 民視-成名一瞬間
- 第三屆冠軍

## 主持作品

### 電視節目
- Channel V
- 《我愛黑澀會》
- 《美眉普普風》
- 民視
- 《成名一瞬間》（助理主持）
- 衛視中文台
- 《歡樂幸運星》（助理主持）
- 飛碟電台FM92.1
  - 《星空飛行》 星期二到星期六 02:00AM-04:00AM（已停播）
  - 《就愛盧音樂》星期日 17:00-19:00（已停播）
  - 銀河dj召集令 星期日 17:00-19:00（已停播）
- 南台灣之聲（FM103.9）
  - 星期日-銀河DJ召集令
- efun
  - 決戰魔獸世界-解任務救美女
- 原住民族廣播電台  （FM96.3）
  - 《 夜貓喵一下》   星期一至星期五 22:00至24:00
- 東森綜合台
  - 醫師好辣（助理主持，2019年4月8日）
- 民視
  - 明星許願池（固定班底，2021年8月14日）

## 外部連結
- 夏宇童Ren的新浪微博
- 夏宇童的Facebook專頁
- 夏宇童l的Instagram帳戶
- 夏宇童在香港影庫上的簡介